# 韦拔群烈士牺牲地
韦拔群烈士牺牲地，位于中国广西壮族自治区巴马瑶族自治县西山乡弄烈村香刷弄场内，为一个省级文物保护单位，类型为近现代重要史迹及代表性建筑，为第六批广西壮族自治区文物保护单位，公布时间为2009年5月4日。
韦拔群烈士牺牲地的历史年代为1932 年。